# Sparda-Bank Südwest
Koordinaten: 50° 0′ 9,7″ N, 8° 15′ 40,6″ O

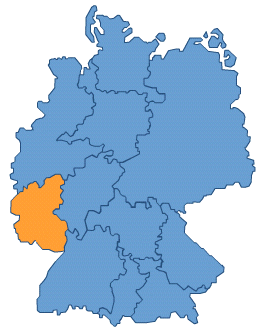
Geschäftsgebiet

Die Sparda-Bank Südwest eG ist eine genossenschaftlich organisierte Bank mit Sitz in Mainz. Sie ist nach Bilanzsumme nach der Sparda-Bank West die drittgrößte Sparda-Bank in Deutschland. Ihr Geschäftsbereich erstreckt sich über Rheinland-Pfalz und das Saarland. Sie hat 44 Geschäftsstellen.

## Geschichte
Die Eisenbahnsparkasse Mainz war zunächst die Eisenbahnsparkasse für den Zuständigkeitsbereich der Eisenbahndirektion Mainz, denn die Zuständigkeitsbereiche der Eisenbahnsparkassen waren grundsätzlich immer deckungsgleich mit den Grenzen einer Direktion. So kam es zum 31. März 1937 zur Fusion mit der Reichsbahn-Spar- und Darlehenskasse Ludwigshafen (Rhein), als die Reichsbahndirektion Mainz die Reichsbahndirektion Ludwigshafen übernahm. Als die zu Anfang der 1970er Jahre anstehende Reform der Deutschen Bundesbahn unter anderem auch vorsah, Bundesbahndirektionen aufzulösen, fassten die Eisenbahnsparkassen am 20./21. Oktober 1970 in Aachen allerdings den Beschluss, ihre eigene Organisation beizubehalten und nicht an die neuen Direktionsgrenzen anzupassen. Die heutige Form der Bank entstand im Jahr 2000 aus der Fusion der Sparda-Bank Mainz (frühere Eisenbahnsparkasse Mainz, davor Reichsbahnsparkasse Mainz) mit der Sparda-Bank Saarbrücken (frühere Eisenbahnsparkasse Saarbrücken).
Unter der Bezeichnung finosdirect (Finance-Online-Service by Sparda-Bank Südwest eG) wurde ein Direktbankkanal bedient, der allerdings im Jahre 2018 aufgelöst und in die Sparda-Bank Südwest eG integriert wurde.
Am 1. Januar 2020 trat Manfred Stang, ein ehemaliger Eisenbahner, das Amt des Vorstandsvorsitzenden an.

## Kulturelles Engagement
Seit einigen Jahren fördert die Bank Kulturprojekte, insbesondere auf dem Gebiet der bildenden Kunst. Zu diesem Zweck gründete sie eine Stiftung, die den „Sparda-Bank Südwest-Preis für besondere Leistungen der Kunst im Öffentlichen Raum“ an renommierte Künstler vergibt.
Der „Gewinnsparverein der Sparda-Bank Südwest“ und die „Stiftung Kunst, Kultur und Soziales“ der Sparda-Bank Südwest fördern gemeinnützigen, sozialen und kulturellen Einrichtungen und Projekten jährlich mit rund 2 Millionen Euro.